# قاعدة بيانات حيوية

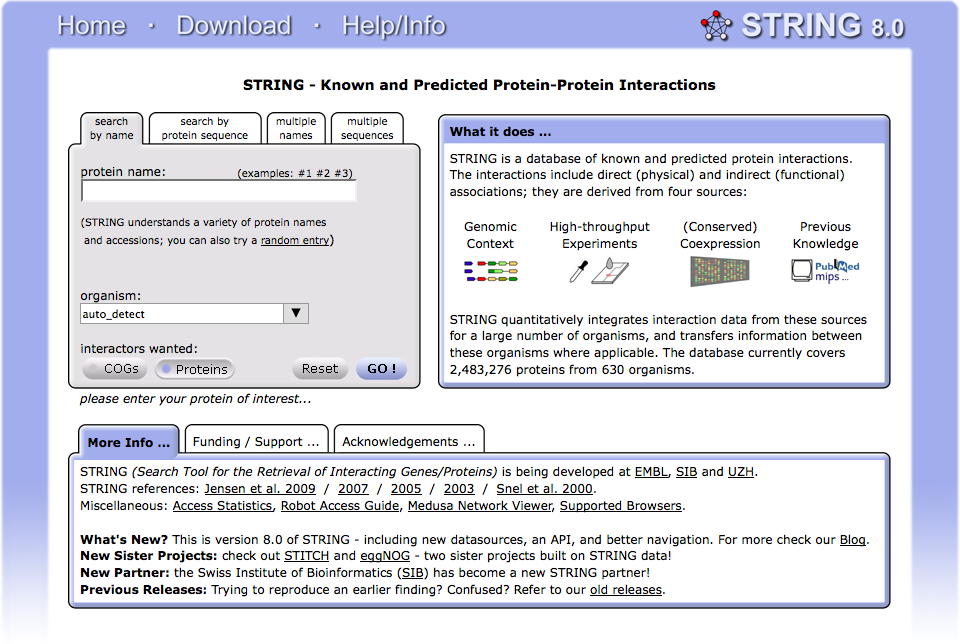

قواعد البيانات الحيوية بالإنجليزية (Biological database ) هي مكتبات لمعلومات متصلة بعلوم الحياة تم جمعها من التجارب العلمية والمطبوعات المنشورة والتقنية التجريبية عالية السرعة و التحليلات الحسابية. وتحتوي على معلومات من مجالات البحث المتضمنة علم الجينوم والبروتيوميات والإستقلابيات و مصفوفات التعبير الجيني المكروية و علم الشعب الجينية بالإنجليزية (phylogenetics).
 كما تشمل معلومات قواعد البيانات الحيوية وظائف الجينات وتركيبها و تموضعها ( الخلوية منها والصبغية ) و الآثار الطبية للتحولات الجينية بالإضافة إلى أوجه التشابه في السلالات الحيوية و تركيباتها.